# Холланд (фильм)
«Хо́лланд» (англ. Holland) — художественный фильм-триллер американского режиссёра Мими Кейв с Николь Кидман, Гаэлем Гарсиа Берналем и Мэттью Макфэдьеном в главных ролях. Его премьера состоялась 9 марта 2025 года, 27 марта начался цифровой релиз. Фильм получил высокие оценки критиков — в первую очередь благодаря игре Кидман. Фильм  выдержан в духе триллеров Альфреда Хичкока .

## Сюжет
Действие фильма происходит в таинственном городе на американском Среднем Западе. Главная героиня решает, что муж ей изменяет, сама заводит любовника ради мести, но позже понимает: супруг скрывает от неё более страшные вещи. 

## В ролях
- Николь Кидман — Нэнси Вандергрут
- Гаэль Гарсиа Берналь — Дэйв Дельгадо
- Мэттью Макфэдьен — Фред Вандергрут
- Рэйчел Сеннотт — Кэнди Дебоер
- Леннон Парэм — Леннон

## Создание и релиз
Сценарий фильма был написан в 2013 году Эндрю Сороски, причём тогда предполагалось, что главные роли сыграют Наоми Уоттс и Брайан Крэнстон. Этот сценарий оказался в голливудском «чёрном списке». В июне 2022 года было объявлено о начале работы над фильмом. Николь Кидман стала продюсером и получила главную роль, режиссёрское кресло заняла Мими Кейв. Производством занялась Amazon Studios.
1 февраля 2023 года роль в фильме получил Гаэль Гарсиа Берналь, 6 февраля — Мэтью Макфэдьен, а несколько дней спустя — детский актер Джад Хилл, 16 февраля — Рэйчел Сеннотт, Леннон Парэм, Айзек Краснер и Джефф Поуп. Съёмки проходили в Холланде, штат Мичиган (в том числе в садах на острове Уиндмилл), в Нэшвилле и Кларксвилле, штат Теннесси.
Премьера фильма состоялась 9 марта 2025 года на 32-м ежегодном медиамероприятии South by Southwest. 27 марта картина появилась на платформе Amazon Prime Video.

## Оценки
На сайте-агрегаторе рецензий Rotten Tomatoes «Холланд» получил рейтинг 31 % со средней оценкой 4,7/10, на сайте Metacritic — 42 балла из 100, что указывает на «смешанные или средние отзывы». Питер Дебруж из Variety описал его как фильм, который в первую очередь показывает точку зрения центрального персонажа; критик оценил это как спорный ход, который всё же предлагает зрителю интересный опыт. Чейз Хатчинсон из The Wrap высоко оценил игру Кидман, отметив, что это одна из самых разносторонних и смелых исполнительниц в современном кинематографе, которую часто недооценивают.
Гленн Гарнер из Deadline Hollywood тоже высоко оценил актёрские работы. По его мнению, «острая, маниакальная игра» Кидман напоминает атмосферу фильма Гаса Ван Сента «За что стоит умереть», дополненную едким юмором и таинственностью. Уильям Хози из London Evening Standard рассказал в своей рецензии, что восхищён игрой актёров, особенно Кидман: в «Холланде», по его мнению, актриса подтвердила свою способность вдыхать жизнь в неповторимых персонажей, укрепила статус одной из самых разносторонних актрис своего поколения.
Ловия Дьяркье из The Hollywood Reporter назвала главным плюсом картины самобытный стиль Мими Кейв, мастерски создающей тревожную и дискомфортную атмосферу. Адриан Хортон из The Guardian отметил яркость визуальных эффектов, которая, по его мнению, контрастирует с сюжетом.